# Румянцева, Валентина Даниловна
Валенти́на Дани́ловна Румя́нцева (род. 22 августа 1938, с. Засосна, Воронежская область) — советский, российский врач.

## Биография
Родилась в семье военнослужащего. В 1955 году окончила среднюю школу № 30 в Челябинске, работала секретарём Челябинского областного суда. В 1965 году окончила Челябинский медицинский институт.
В 1965—1995 годы работала в медико-санитарной части Челябинского тракторного завода (ныне — городская клиническая больница № 8) участковым врачом пос. Киргородок. Неоднократно побеждала в конкурсах на звание лучшего по профессии, в 1977 году была признана лучшим участковым врачом Челябинска.
Избиралась членом обкома КПСС (1986), а также членом профсоюзного бюро терапевтической службы, профкома больницы, женсовета Тракторозаводского района и города; 6 лет возглавляла совет наставников.

## Награды и признание
- Отличник здравоохранения (1984)[2]
- Заслуженный врач РСФСР (1984)[2][3].
- Звание «Почётный гражданин города Челябинска» (4 сентября 1986)[2][3][4].